# Dolichopus smithae
Dolichopus smithae är en tvåvingeart som beskrevs av Harmston 1966. Dolichopus smithae ingår i släktet Dolichopus och familjen styltflugor.
Artens utbredningsområde är Alaska. Inga underarter finns listade i Catalogue of Life.